# クワシオ語
クワシオ語（クワシオご）あるいはクワシィオ語（クワシィオご、英: Kwasio language）は、バントゥー語群に属する言語である。カメルーンおよび赤道ギニアで話されている言語である。言語名別称としてブジェバ語（Bujeba）、Mabea、Mabi、Mgoumba、Mvumbo、Ngoumba、Ngumba。

## 方言
- Mabi（Mabea） (nmg-mab)
- Kwasio（Kwassio、Bisio、Bissio、Bisiwo） (nmg-kwa)
- Mvumbo（Ngumba、Ngoumba、Mgoumba、Mekuk） (nmg-mvu)